# Distrito de Myōzai
El distrito de Myōzai (名西郡 Myōzai-gun?) es un distrito localizado en la prefectura de Tokushima, Japón. En junio de 2019 tenía una población estimada de 29.786 habitantes y una densidad de población de 147 personas por km². Su área total es de 202,15 km².

## Localidades
- Ishii
- Kamiyama